# TRIM5α
TRIM5α (auch TRIM5alpha oder TRIM5-alpha) ist ein Protein, das in den Zellen der meisten Primaten vorkommt und gegen verschiedene Infektionen mit Retroviren wirkt. Es bewirkt, dass Affen nicht mit HIV-1 infiziert werden können und verhindert im Menschen die Infektion mit einigen anderen Retroviren. Gemeinsam mit der APOBEC3G-Proteinfamilie und dem erst kürzlich entdeckten Protein Tetherin bildet TRIM5α einen wichtigen Teil der angeborenen Immunität gegen Retroviren. Das humane TRIM5α besteht aus 493 Aminosäuren und der Genlocus befindet sich auf Chromosom 11. TRIM5α gehört zur TRIM-Proteinfamilie, die 1992 von Reddy beschrieben wurde als Proteine, die eine RING finger zinc binding domain und eine B-box zinc binding domain gefolgt von einer a coiled-coil Region besitzen. „TRIM“ steht daher für „TRIpartite Motif“, d. h. dreigeteiltes Motiv.
Meerkatzenverwandte können zwar nicht mit HIV-1 infiziert werden, jedoch mit SIV, einem nahe verwandten Virus. 2004 isolierten Stremlau u. a. TRIM5α aus Rhesusaffen und identifizierten das Protein als verantwortlich für den „Block“ gegen HIV-1. Das humane TRIM5α richtet sich nicht gegen HIV-1, inhibiert aber die Retroviren MLV und EIAV.
Wenn ein Retrovirus in das Cytoplasma einer Zelle eintritt, zerfällt das Kapsid (Uncoating), die RNA wird freigesetzt und die Reverse Transkription kann stattfinden.
TRIM5α, das im Cytoplasma vorliegt, erkennt ein Proteinmotiv innerhalb des Kapsid-Proteins des Virus und stört den Uncoating-Prozess, so dass die nachfolgende Reverse Transkription nicht stattfinden kann und das Virusgenom nicht in den Zellkern eingeschleust werden kann. Der Mechanismus ist noch nicht im Detail bekannt. Es wird vermutet, dass weitere zelluläre Proteine an dem Prozess beteiligt sind.